# Triatlon a 2024. évi nyári olimpiai játékokon
A 2024. évi nyári olimpiai játékokon triatlonban 3 versenyszámot rendezték meg. A férfiak versenyét július 30-án, a nőkét július 31-én, a vegyes váltót pedig augusztus 5-én tartották.
A rajt és a cél a III. Sándor hídnál lett kialakítva. Az úszást a tervek szerint a Szajnában teljesítették a triatlonisták. Az úszás után a folyóból kijőve a versenyzők, először az olimpiák történetében, 32 lépcsőfok megmászásával érték el kerékpárjukat.

## Formátum
A triatlon olimpiai egyéni száma három részből tevődik össze. 1,5 km úszás után 40 km kerékpározás, majd 10 km futás következik.
A vegyes váltóban négyfős csapatok szerepeltek, amelyet két férfi és két női versenyző alkotott. Minden résztvevő teljesítet egy 300 méter úszásból, kb. 6,6 km kerékpározásból és 1 km futásból álló etapot, majd átadta a stafétát egy csapattársának. A versenyzők kötelezően férfi - nő - férfi - nő sorrendben kellett kövessék egymást.

## Éremtáblázat
(A táblázatokban a rendező nemzet sportolói eltérő háttérszínnel, az egyes számoszlopok legmagasabb értéke vagy értékei vastagítással kiemelve.)
| A 2024. évi nyári olimpiai játékok éremtáblázata triatlonban | A 2024. évi nyári olimpiai játékok éremtáblázata triatlonban | A 2024. évi nyári olimpiai játékok éremtáblázata triatlonban | A 2024. évi nyári olimpiai játékok éremtáblázata triatlonban | A 2024. évi nyári olimpiai játékok éremtáblázata triatlonban | Olimpia  |
| ------------------------------------------------------------ | ------------------------------------------------------------ | ------------------------------------------------------------ | ------------------------------------------------------------ | ------------------------------------------------------------ | -------- |
|                                                              | Ország                                                       | Arany                                                        | Ezüst                                                        | Bronz                                                        | Összesen |
| 1.                                                           | Nagy-Britannia (GBR)                                         | 1                                                            | 0                                                            | 2                                                            | 3        |
| 2.                                                           | Franciaország (FRA)                                          | 1                                                            | 0                                                            | 1                                                            | 2        |
| 3.                                                           | Németország (GER)                                            | 1                                                            | 0                                                            | 0                                                            | 1        |
|                                                              |                                                              |                                                              |                                                              |                                                              |          |
| 4.                                                           | Egyesült Államok (USA)                                       | 0                                                            | 1                                                            | 0                                                            | 1        |
| 4.                                                           | Svájc (SUI)                                                  | 0                                                            | 1                                                            | 0                                                            | 1        |
| 4.                                                           | Új-Zéland (NZL)                                              | 0                                                            | 1                                                            | 0                                                            | 1        |
|                                                              |                                                              |                                                              |                                                              |                                                              |          |
| Összesen                                                     | Összesen                                                     | 3                                                            | 3                                                            | 3                                                            | 9        |

## Érmesek
| A 2024. évi nyári olimpiai játékok érmesei triatlonban |                                                                                |                                                                                     |                                                                                      |
| Versenyszám                                            | Arany                                                                          | Ezüst                                                                               | Bronz                                                                                |
| Férfi egyéni                                           | Alex Yee · Nagy-Britannia (GBR)                                                | Hayden Wilde · Új-Zéland (NZL)                                                      | Léo Bergère · Franciaország (FRA)                                                    |
| Női egyéni                                             | Cassandre Beaugrand · Franciaország (FRA)                                      | Julie Derron · Svájc (SUI)                                                          | Beth Potter · Nagy-Britannia (GBR)                                                   |
| Vegyes csapat                                          | Németország (GER) · Tim Hellwig · Laura Lindemann · Lasse Lührs · Lisa Tertsch | Egyesült Államok (USA) · Taylor Knibb · Morgan Pearson · Seth Rider · Taylor Spivey | Nagy-Britannia (GBR) · Sam Dickinson · Beth Potter · Georgia Taylor-Brown · Alex Yee |